# Descent (film)
Descent to amerykański film fabularny (dramat/thriller) z 2007 roku, napisany i wyreżyserowany przez Talię Lugacy, z Rosario Dawson obsadzoną w roli głównej. Dawson, wspólnie z Lugacy, wyprodukowała film. Projekt miał swoją premierę podczas imprezy Tribeca Film Festival w kwietniu 2007.
Film nie spotkał się z szeroką dystrybucją przez kontrowersyjną scenę homoseksualnego gwałtu analnego.

## Fabuła
Studentka Maya pada ofiarą brutalnego gwałtu ze strony swoich kolegów. Popada w depresję. Próbując odbudować swoje życie na nowo, postanawia najpierw wymierzyć sprawiedliwość swoim oprawcom. Pod przykrywką uwodzicielki zaczyna się okrutnie mścić.

## Obsada
- Rosario Dawson − Maya
- Chad Faust − Jared
- Marcus Patrick − Adrian
- Vanessa Ferlito − Bodega Girl
- James A. Stephens − profesor Byron
- Nicole Vicius − Melanie
- Tracie Thoms − Denise
- Rachael Leigh Cook − Allison
- Christopher DeBlasio − członek stowarzyszenia studenckiego